# Кони Палмен
Кони Палмен (на английски: Connie Palmen) е нидерландска писателка на произведения в жанровете драма и мемоари.

## Биография и творчество
Алдегонда „Кони“ Петронела Хуберта Мария Палмен е родена на 25 ноември 1955 г. в Синт Одилиенберг, Нидерландия. След завършване на гимназия в Рурмонд следва философия и холандска филология в Амстердамския университет. Завършва с отличие холандска филология през 1986 г. с дипломна работа за творчеството на писателя Сеес Нотебоом, а през 1988 г. завършва философия с дипломна работа на тема „Ужасяващата съдба на древния философ Сократ“.
След дипломирането си се насочва към писателската си кариера и започва да пише разкази. Първият ѝ разказ „Als een soft Krijger“ (Като мек Воин) е публикуван през 1988 г. в списание „De Held“. През 1991 г. е издаден първият ѝ роман „Законите“. Главната героиня, студентката по философия Мари Денийт, свързва живота си със със седем мъже: астролог, философ, физик, епилептик, свещеник, скулптор, психиатър. При всеки един от тях тя се опитва да светогледа му за законите на живота, но крайна сметка проумява, че трябва да по свой път в живота. Романът е приет от критиката, става бестселър и международно разпространение. Книгата получава наградата „Gouden Ezelsoor“ (Златно магарешко ухо) за бестселър на дебютна книга и е избрана за Европейски роман на годината.
По време на представянето на книгата се запознава с известния журналист колумнист Иша Мейер, с когото има любовна връзка до смъртта му през 1995 г.
През 1995 г. е издаден романът ѝ „De Vriendschap“ (Приятелството), който е история на приятелството през целия живот на две момичета с напълно различни характери. Тя също стева бестселър и получава литературната награда „АКО“, наградата „Хумо“ и наградата на читателите за книга на годината.
В памет на Иша Мейер, през 1998 г. е публикувана автобиографичната ѝ книга „И. М.“. Инициалите, освен като името, могат да се тълкуват като един вдъхновен любовен съюз (In Margine) и една съкрушителна раздяла (In Memoriam). През 2020 г. по книгата е направен телевизионен сериал с участието на Венде Снайдерс и Рамзи Наср.
В романите си „Искрено ваш“ от 2002 г. и „Падналият ангел“ от 2007 г. развива темата за ефекта от клюките и биографичните истории върху живота на хората.
През 2015 г. е издадена книгата ѝ „Ти го каза“, който е история за любовната двойка в света на литературата – Тед Хюз, английски поет и автор на детски книги, и Силвия Плат, американска писателка и поетеса. След самоубийството на Плат през 1963 г. тя получава статут на мъченица, но Хюз – на предател и убиец, но в книгата си тя търси истината на връзцката им. Книгата получава наградата „Либрис“ и наградата „Инктаап“.
Произведенията ѝ са преведени на над 20 езика по света.
От 1999 г. тя има връзка с политика от партия D66 Ханс ван Миерло. Омъжва се за него на 11 ноември 2009 г. до смъртта му на 11 март 2010 г.
Кони Палмен живее в Амстердам.

## Произведения
- De Wetten (1991)[1][2][4]
Законите, изд.: ИК „Колибри“, София (2005), прев. Анета Данчева-Манолова
- De Vriendschap (1995)
- I.M. (1998)
И. М., изд. „Аквариус“ (2012), прев. Мария Енчева
- De Erfenis (1999)
- Geheel de uwe (2002)
Искрено ваш, изд.: ИК „Колибри“, София (2013), прев. Мария Нешкова-Равен
- Lucifer (2007)
Падналият ангел, изд. „Аквариус“ (2013), прев. Мария Енчева
- Jij zegt het (2015)
Ти го каза, изд.: ИК „Колибри“, София (2020), прев. Иглика Василева-ван дер Хайден

### Есета
- Een kleine filosofie van de moord (2004)[6]
- Het geluk van de eenzaamheid (2009)

### Екранизации
- 1992 Oog in oog – тв сериал, 1 епизод
- 2020 I.M. – тв сериал